# Флаг ООН
Флаг ООН — один из официальных символов (флаг) Организации Объединённых Наций. 
Флаг ООН представляет собой флаг, с изображением официальной эмблемы Организации Объединённых Наций, расположенной в центре полотнища голубого цвета — цве́та ООН. Эта эмблема белого цвета изображается на обеих сторонах полотнища, за исключением тех случаев, когда в правилах предписывается иное. Флаг изготовляется в таких размерах, которые могут время от времени предписываться правилами.

## История флага
История флага Организации Объединённых Наций начинается с эмблемы, подготовленной Отделом представления Управления стратегических служб США в апреле 1945 года. Она была подготовлена в ответ на просьбу разработать эскиз эмблемы для Конференции в Сан-Франциско, на которой был разработан и принят Устав ООН.
Эмблема конференции в Сан-Франциско представляла собой круглое изображение карты мира с Северным полюсом в центре. Карта простирается до 60-й параллели к югу, 100-й меридиан к западу от Гринвича был направлен вниз.
Генеральный секретарь ООН высказал пожелание, чтобы Генеральная Ассамблея утвердила эскиз в качестве официальной эмблемы и печати ООН, и 7 декабря 1946 года Ассамблея утвердила эскиз Сан-Франциско. Пересмотренный вариант эмблемы представлял собой карту мира с полярной равноудалённой азимутальной проекцией (вниз направлен нулевой меридиан), в обрамлении двух оливковых ветвей (оливковая ветвь в древней Греции служила символом мира). Карта мира символизирует глобальный характер деятельности ООН, направленной на достижение своей основной уставной цели — поддержание международного мира и безопасности.
На второй очередной сессии Генеральной Ассамблеи Генеральный секретарь представил меморандум, в котором указывалось, что необходимость во флаге ООН уже ощущается и, безусловно, во всё большей степени будет ощущаться в будущем для использования комитетами и комиссиями ООН в различных частях мира, а также в центральных учреждениях и информационных центрах ООН.
20 октября 1947 года Ассамблея без возражений приняла резолюцию, в которой провозглашалось, что «флаг Организации Объединённых Наций представляет собой официальную эмблему, утверждённую Генеральной Ассамблеей, которая помещена в центре на светло-голубом фоне».

## Использование флага
Хотя флаг ООН может свободно выставляться для демонстрации поддержки ООН и её работы, использование эмблемы ООН, её названия или инициалов в коммерческих целях ограничивается положениями резолюции 92(I) (A / RES / 92 (I)) Генеральной Ассамблеи, принятой в 1946 году. Согласно этому документу, для предотвращения возможных злоупотреблений с использованием печати и эмблемы ООН, они не могут быть использованы без разрешения Генерального секретаря. Любой, желающий использовать эмблему ООН, должен направить официальный письменный запрос исполнительному секретарю (Издательский совет, Департамент общественной информации, Организация Объединённых Наций, Нью-Йорк, штат Нью-Йорк 10017, США).

## Флаги подразделений ООН

Международное агентство по атомной энергии
Международная организация гражданской авиации
Международная организация труда
Международная морская организация
ЮНЕСКО
Всемирный почтовый союз
Всемирная организация здравоохранения
Всемирная метеорологическая организация